# Daniel Poirion
Daniel Poirion né le 22 janvier 1927 à Amiens et mort le 15 mars 1996 à Branford (Connecticut), est un spécialiste français des langues romanes, médiéviste et professeur d’université.

## Biographie
Daniel Poirion est né à Amiens de parents enseignants. Après des classes au lycée Charlemagne et lycée Louis-le-Grand, il est reçu à  l’École normale supérieure en 1947 et agrégé en 1950. Il commence à enseigner dans des lycées en province (Nevers, Dijon) et à Paris (lycée Montaigne),  puis est habilité après la soutenance de ses thèses : Le poète et le prince : l'évolution du lyrisme courtois de Guillaume de Machaut à Charles d'Orléans et Le Lexique de Charles d'Orléans dans les Ballades . 
Il est professeur de littérature médiévale française à l’université de Grenoble, puis il dirige pendant deux ans l'Institut français de Naples. Il revient en France enseigner à la Sorbonne élu pour diriger le département d'études médiévales. Après sa retraite française en 1987 (à l'âge de 60 ans), il enseigne à l'université Yale, où ses étudiants médiévistes rédigent et publient une compilation d’essais en sa mémoire— témoignage  du rayonnement de son œuvre et de sa personnalité —, comme l'avaient fait ses étudiants français, quelques années plus tôt . En 1989, il devient membre correspondant de l’Académie des inscriptions et belles-lettres.
La même année, il reçoit le prix Gay-Lussac Humboldt. 
En 1992, il remporte la bourse Guggenheim, et
en 1994, il est élu à l'Académie américaine des arts et des sciences.
Pour Philippe-Jean Catinchi, Daniel Poirion est un érudit à l'élégance sans faille, modèle d'ouverture et de rigueur critique, au  parcours universitaire exemplaire dont les « travaux personnels dépassent largement la conception traditionnelle de sa spécialité : outre la nature, la confection, la destination et la réception des œuvres, il s'attacha toujours à établir le lien entre création et société, contribuant de manière essentielle à l'histoire des mentalités comme à celle de l’esthétique. »

## Ouvrages
- Le Moyen Age II, 1300–1480, Paris, Arthaud 1971.
- Le «Roman de la Rose», Paris, Hatier, coll. Connaissance des lettres, 1973 [7].
- Le Merveilleux dans la littérature française du Moyen Âge, Paris 1982, 1995 (Que sais-je ?) [8].
- Jérusalem, Rome, Constantinople, Presses de l’Université Paris-Sorbonne, coll. N°5, 1986.
- Résurgences. Mythe et littérature à l'âge du symbole. XIIe siècle, Paris, Presses universitaires de France, 1986.
- Écriture poétique et composition romanesque, Orléans, Paradigme, série Medievalia, n° 11. 1994, (OCLC 32429664) .
- Milieux universitaires et mentalité urbaine au Moyen Âge , Presses de l'université Paris-Sorbonne, Paris 1987.
- Tristan et Yseut, roman de Béroul, Gallimard, coll. Folio, Paris 1989, 2000,  (ISBN 9782070392568), (OCLC 10724969).
- Chrétien de Troyes, Œuvres complètes, Paris, 1994, (bibliothèque de la Pléiade)[9].
- L'art de vivre au Moyen-Âge, co-auteur Claude Thomasset, Philippe Lebaud, 1995, 329 p. [cet ouvrage contient la reproduction en fac-similé du Codex Vindobenensis Series Nova 2644 conservé à la Bibliothèque nationale d'Autriche]